# The Guineapigs
The Guineapigs är ett svenskt punkband från Borås som var verksamma mellan 1995 till 2007. Bandet har kontrakt med skivbolaget Birdnest Records. De har släppt ett antal egna skivor, men även förekommit på samlingsalbum, bland annat Definitivt 50 spänn.
Medlemmar var Harald Hansen, Christer Holmström, Janne Holmström, Peder Johansson och Gustav Martner.

## Diskografi
- Sunprotection 91 - CD (1995)
- Elvis never left the building - CD (1996)
- Civilization Inc. -CD (1998)
- Demo - demo (2004)
- Stay Brutal - demo (2005)
- Polluting God - demo (2006)
- Close the Bible - demo (2007)

## Låtar i urval
- Close the bible
- A.M.W.O.T
- Sunprotection 91